# Osniel Melgarejo
Osniel Lázaro Melgarejo Hernández (Sancti Spíritus, 18 dicembre 1997) è un pallavolista cubano, schiacciatore della Dinamo-LO.

## Carriera

### Club
La carriera di Osniel Melgarejo inizia nella formazione provinciale del Sancti Spíritus, partecipando ai tornei amatoriali cubani.
Nella stagione 2016-17 riceve il permesso per giocare all'estero, approdando così nella Volley League greca col Panathīnaïkos. Nella stagione seguente gioca invece nella Liga Argentina de Voleibol con l'UNTreF, vincendo la Coppa Desafío. 
Gioca sempre nella massima divisione argentina nel campionato 2018-19, vestendo la maglia dell'Obras Sanitarias e vincendo la Coppa ACLAV, e nel campionato seguente, quando approda al Bolívar, con cui si aggiudica la Supercoppa argentina.
Nella stagione 2020-21 approda in Francia, vestendo per un biennio la maglia dello Chaumont, nel campionato di Ligue A: si aggiudica una Supercoppa francese e una Coppa di Francia, prima di trasferirsi nell'annata 2022-23 alla Powervolley Milano, impegnata nella Superlega italiana.
Nella stagione 2024-25 si trasferisce in Russia per disputare la Superliga con la Dinamo-LO.

### Nazionale
Nel 2015 riceve le prime convocazioni nella nazionale cubana, vincendo la medaglia d'argento al campionato nordamericano, mentre un anno dopo vince l'oro alla Coppa panamericana e quell'argento al medesimo torneo con la selezione Under-23 e partecipa ai Giochi della XXXI Olimpiade di Rio de Janeiro.
Nel 2017, dopo aver conquistato l'argento alla Coppa panamericana under 21, con la nazionale maggiore si aggiudica la medaglia di bronzo alla Coppa panamericana e con quella Under-23 un altro bronzo al campionato mondiale. Un anno dopo vince il bronzo alla Coppa panamericana 2018, seguito dall'oro nell'edizione seguente del torneo, e l'oro alla Coppa panamericana Under-23 2018. Nel 2019 conquista la medaglia d'argento alla Volleyball Challenger Cup e ai XVIII Giochi panamericani e quella d'oro prima alla NORCECA Champions Cup, dove viene premiato come miglior schiacciatore, poi al campionato nordamericano, dove viene premiato come miglior servizio. 
Tre anni dopo conquista l'oro alla NORCECA Final Four 2022, alla NORCECA Final Six 2022, dove viene insignito dei premi come miglior servizio e miglior schiacciatore, alla Volleyball Challenger Cup 2022 e alla Coppa panamericana 2022, dove viene premiato come MVP e miglior schiacciatore; nel 2023 vince invece l'oro ai XXIV  Giochi centramericani e caraibici e il bronzo al campionato nordamericano.

## Palmarès

### Club
- Coppa Desafío: 1

2018
- Coppa di Francia: 1

2021-22
- Supercoppa argentina: 1

2019
- Supercoppa francese: 1

2021

### Nazionale (competizioni minori)
- Coppa panamericana 2016
- Coppa panamericana under 23 2016
- Coppa panamericana under 21 2017
- Coppa panamericana 2017
- Campionato mondiale Under-23 2017
- Coppa panamericana 2018
- Coppa panamericana Under-23 2018
- Coppa panamericana 2019
- Volleyball Challenger Cup 2019
- Giochi panamericani 2019
- NORCECA Champions Cup 2019
- NORCECA Final Four 2022
- NORCECA Final Six 2022
- Volleyball Challenger Cup 2022
- Coppa panamericana 2022
- Giochi centramericani e caraibici 2023

### Premi individuali
- 2019 - Campionato sudamericano per club: Miglior schiacciatore
- 2019 - NORCECA Champions Cup: Miglior schiacciatore
- 2019 - Campionato nordamericano: Miglior servizio
- 2020 - Coppa Libertadores: Miglior schiacciatore
- 2022 - NORCECA Final Six: Miglior servizio
- 2022 - NORCECA Final Six: Miglior schiacciatore
- 2022 - Coppa panamericana: MVP
- 2022 - Coppa panamericana: Miglior schiacciatore